# Кларк, Грэм
Сэр Джон Грэм Дуглас Кларк (англ. J.G.D. (John Grahame Douglas) Clark; 28 июля 1907, Бромли, Большой Лондон — 12 сентября 1995, Кембридж) — британский археолог и преисторик, специализировавшийся по палеоэкономике.
Доктор философии (1933), Sc.D. (1953).
С 1952 Disney Professor of Archaeology Кембриджа. 
Член Британской академии (1951), иностранный член Национальной академии наук США (1974). Отмечен Viking Fund Medal (1972). В 1992 году посвящён в рыцарское достоинство.

## Биография
Последний раз видел своего отца в 1914 - подполковник Кларк-старший умрет от гриппа в 1919.
Получил образование в Мальборо-колледже и Кембридже, где в последнем уже изучал преисторию (это был единственный английский университет, где ее тогда преподавали, поэтому он и поступил туда в 1926). С 1935 работает в Кембридже - под началом Эллиса Миннза, который назовет Кларка своим самым выдающимся учеником. В конце войны он станет полноправным университетским лектором, а позднее - профессором антропологии и археологии в Питерхаусе (Кембридж), с которым аффилирован с 1950; в 1973-1980 мастер оного, с 1980 - почетный феллоу. Изучал европейский мезолит. В 1947 совершил тур по северной Европе.
Провёл раскопки памятника Стар-Карр в 1949-1951 гг.
В 1952 году опубликовал труд «Доисторическая Европа: экономический базис» (Prehistoric Europe: the economic basis, вскоре переведён на русский язык), где предпринял попытку реконструировать «экономику» первобытного общества, проанализировать их натуральное хозяйство с учётом окружавшей их фауны и анализа используемых материалов.
В 1955 году вышел переработанный труд «Доисторическая Европа: экономические основы от дикарства до цивилизации» (Prehistoric Europe: The economic basis from savagery to civilization), в котором отмечал, что экономика общества неизбежно является результатом адаптации культуры и технологии к окружающей среде, включая биому и непосредственную среду обитания. Трудность исследования археологической культуры состоит, по Кларку, в том, что причины её изменений всегда лежат за пределами самой культуры. Взгляды Кларка, на которые оказали влияние культурный релятивизм и структурный функционализм, сами, в свою очередь, сильно повлияли на взгляды исследователей доисторической Европы. Среди его последователей в Кембридже были, в частности, Э. С. Хиггс и М. Р. Джарман. 
В 1951 вышло первое издание его World Prehistory: An Outline. В 1977 выйдет третье и финальное издание - World Prehistory in New Perspective.
В 1964 посещал Австралию. В 1968 году - Японию, Тайвань, Филиппины и Новую Зеландию. В 1976 - Канаду, в 1978 - Индию.
CBE (1971). Командор ордена Данеброг (1961). Среди других отличий медаль Ходжкинса (1967) и Lucy Wharton Gold Medal Пенсильванского университета (1974), Золотая медаль Лондонского общества антиквариев (1978), Chandra Medal Азиатского общества (1979). В 1969 Hitchcock Professor в Беркли в Калифорнии. В 1972 году приглашенный профессор в Университете Упсалы, в 1976 станет там почетным доктором, а также Doctor of Letters в том же году Ирландского национального университета. В 1990 получил премию Эразма - в частности за свой вклад в развитие Кембриджской школы археологии.
Являлся попечителем Британского музея.
Сыграл значительную роль в трансформации в 1935 Prehistoric Society of East Anglia в национальное Prehistoric Society. В Британской академии в 1974-78 председательствовал в 10-й секции (археология).
Женился в 1936. Его близким другом был J. Desmond Clark; также дружил с Гордоном Чайлдом - хотя и придерживался противоположных тому политических убеждений; длительная дружба связывала Кларка со Стюартом Пигготтом. Коллекционировал фарфор, в частности дальневосточный.

## Переводы на русский
- Кларк Дж. Г. Доисторическая Европа. Экономический очерк. — М.: Издательство иностранной литературы. 1953. — 325 с.